# Attenzione! Arrivano i mostri
Attenzione! Arrivano i mostri (大怪獣決闘 ガメラ対バルゴン?, Daikaijû kettô - Gamera tai Barugon, lett. "Duello di mostri giganti - Gamera vs.Barugon")  è un film del 1966, diretto da Shigeo Tanaka. È una storia di ambientazione fantascientifica. Si tratta del primo film a colori che rappresenta Gamera. La pellicola giunse in Italia nel Luglio del 1969, distribuita da Indipendenti Regionali. Il doppiaggio fu affidato alla SAS - Società Attori Sincronizzatori.

## Trama
Si ritrova su un'isola un uovo di un favolistico essere preistorico (un Barugon) e creduto fosse una gemma preziosa viene rubato e portato in Giappone. L'essere nasce distruggendo ogni cosa incontri sul suo cammino, a difendere il mondo ci penserà a sua volta un essere enorme e spaventoso, Gamera.